# Joan Baez
Joan Chandos Baez (n. 9 ianuarie 1941, New York City, New York, SUA) este o cântăreață americană de origine mexicană, foarte cunoscută datorită vocii sale foarte individuale. Este deseori numită „conștiința și vocea anilor '60”. Multe cântece au o tematică socială.
Este cunoscută în special pentru hitul Diamonds and Rust și pentru numeroasele preluări cum ar fi There but for Fortune al lui Phil Ochs și The Night They Drove Old Dixie Down al trupei The Band. Într-o măsură mai mică, lumea o cunoaște pentru Farewell, Angelina și Love Is Just a Four-Letter Word.
În 1969 ia parte la festivalul Woodstock alături de artiști ca Jimi Hendrix, Santana, Jefferson Airplane unde cântă trei cântece, Sweet Sir Galahad, Joe Hill și We Shall Overcome, acest ultim cântec fiind un imn al mișcării pentru drepturile civile ale negrilor din Statele Unite ale Americii.
Rămâne de asemenea cunoscută pentru relația sa cu Bob Dylan și pentru marea sa pasiune pentru activism, în special în domeniile nonviolenței, al drepturilor civile și ale omului iar, mai recent, este cunoscută pentru acțiunile sale ecologice.
Baez are o carieră de peste 50 de ani, a lansat mai mult de 30 de albume și a înregistrat în opt limbi diferite. Este considerată un simbol al muzicii folk, deși după anii 60 stilul muzicii pe care îl va aborda va cunoaște numeroase schimbări, înglobând mai toate stilurile de la rock și pop la muzică gospel și country. Deși este și a fost ea însăși o compozitoare și textieră, în special la mijlocul anilor 70, Baez este adesea considerată ca fiind o interpretă a cântecelor altor persoane, preluând și interpretând cântece ale unor artiști precum The Beatles, Jackson Browne, Bob Dylan, Woody Guthrie, The Rolling Stones, Pete Seeger, Paul Simon, Stevie Wonder și mulți alții.
Vocea sa are trei octave  și un vibrato rapid, ușor de recunoscut.

## Cariera muzicală

### Primii ani
Un prieten al tatălui său, i-a dăruit lui Joan Baez un ukulele. Învățând patru acorduri, Baez reușește să cânte cântece în stilul rhythm and blues, muzica pe care o asculta mai tot timpul. Cu toate acestea, părinții săi se temeau ca o viață în slujba muzicii ar putea să o conducă pe fiica lor spre vicii grave precum drogurile. La vârsta de opt ani, Baez participă la un concert al folkistului Pete Seeger, îndrăgostindu-se astfel de muzica folk. La scurt timp învață cântecele lui Pete Seeger și le cântă în public. În 1957 Joan Baez își cumpăra prima chitară acustică marca Gibson pentru 50 de dolari.

### Scena muzicală de la colegiul din Massachusetts
În 1958 tatăl ei acceptă un post la Institutul Tehnic din Massachusetts și își mută familia în Belmont, o suburbie a orașului Boston. În acei ani, acea zonă era centrul scenei folk americane, iar Joan Baez nu pierde șansa de a cânta la mici întâlniri, la unele baruri din Cambridge și Boston. Între timp este studentă la Boston University, universitate pe care mai târziu o va abandona pentru a se putea concentra asupra carierei sale.  În 1958, Baez susținea primul său concert într-un mic club din Cambridge în fața părinților săi, a surorii sale, Mimi, și a încă altor opt persoane. Desenându-și singură posterul, Baez luase în considerare posibilitatea de a-și schimba numele de scenă în Rachel Sandperl (Sandperl, de la pacifista Ira Sandperl, care i-a fost mentor și profesor în liceu) sau Mariah (de la cântecul They Call the Wind Maria cântat de The Kingston Trio.) În final a renunțat la idee temându-se că lumea o va critica pentru că și-a schimbat numele doar pentru că era de origine spaniolă. În urma concertului, tânăra artistă a câștigat doar 10 dolari, însă curând ea va fi angajată pentru două concerte pe săptămână, fiecare fiind plătit cu 20 de dolari.
Câteva luni mai târziu, Baez și încă doi prieteni ai săi, entuziaști ai folkului plănuiesc să înregistreze un album în pivnița unuia dintre ei. Cei trei cântau solouri și duete, iar un prieten de familie le-a desenat coperta. Albumul a fost lansat în același an sub denumirea de Folksingers 'Round Harvard Square. Baez apoi a cunoscut-o pe regina folkului la acea vreme, Odetta, pe care  o va cita ca principală influență în cariera sa, urmată de Marian Anderson și Seeger. Muzicianul Bob Gibson să cânte alături de el la ediția din 1959 a Newport Folk Festival. Prestația sa i-a adus multe laude fiind numită Madonna desculță cu o voce nepământească. În urma acestei apariții, Baez semnează cu Vanguard Records.

### Primele albume și succesul din anii `60
Adevărata sa carieră a început în 1959 la Newport Folk Festival; și-a înregistrat primul album pentru o mare casă de producție (Vanguard), intitulat Joan Baez, în 1960.  Colecția de cântece tradiționale, de balade și de cântece blues acompaniate doar de chitara sa acustică s-a vândut destul de bine. Cuprindea mai multe balade ale copilăriei cunoscute la acea vreme, precum Mary Hamilton și a fost înregistrat în doar patru zile în sala de bal a hotelului Manhattan Towers din New York City. Albumul cuprindea și El Preso Numero Nueve, un cântec tradițional cântat în întregime în spaniolă. Același cântec va apărea în 1974 pe albumul Gracias a la Vida, un album dedicat în întregime muzicii tradiționale în limba spaniolă.
A doua sa lansare, Joan Baez, Vol. 2 (1961) a fost distins cu discul de aur, aceeași performanță reușind-o și Joan Baez in Concert, Part 1 (1962) și Joan Baez in Concert, Part 2 (1963). Ca și predecesorul său, Joan Baez, Vol. 2 conținea strict cântece folk tradiționale. Cele două albume de material live, Joan Baez in Concert, Part 1 și continuare sa în volumul 2, au fost unice pentru că, spre deosebire de majoritatea albumelor, acestea conțineau doar cântece noi, spre deosebire de niște cântece deja consacrate. Pe albumul Joan Baez in Concert, Part 2 se aude primul cover făcut de Joan Baez unui cântec de Bob Dylan. De la începutul anilor 1960 până la mijlocul lor, Baez ajunge la vârful mișcării renașterii folk din America, introducându-l în concertele sale pe atunci necunoscutul Bob Dylan. Cei doi se îndrăgostesc și vor fi împreună până în 1965.

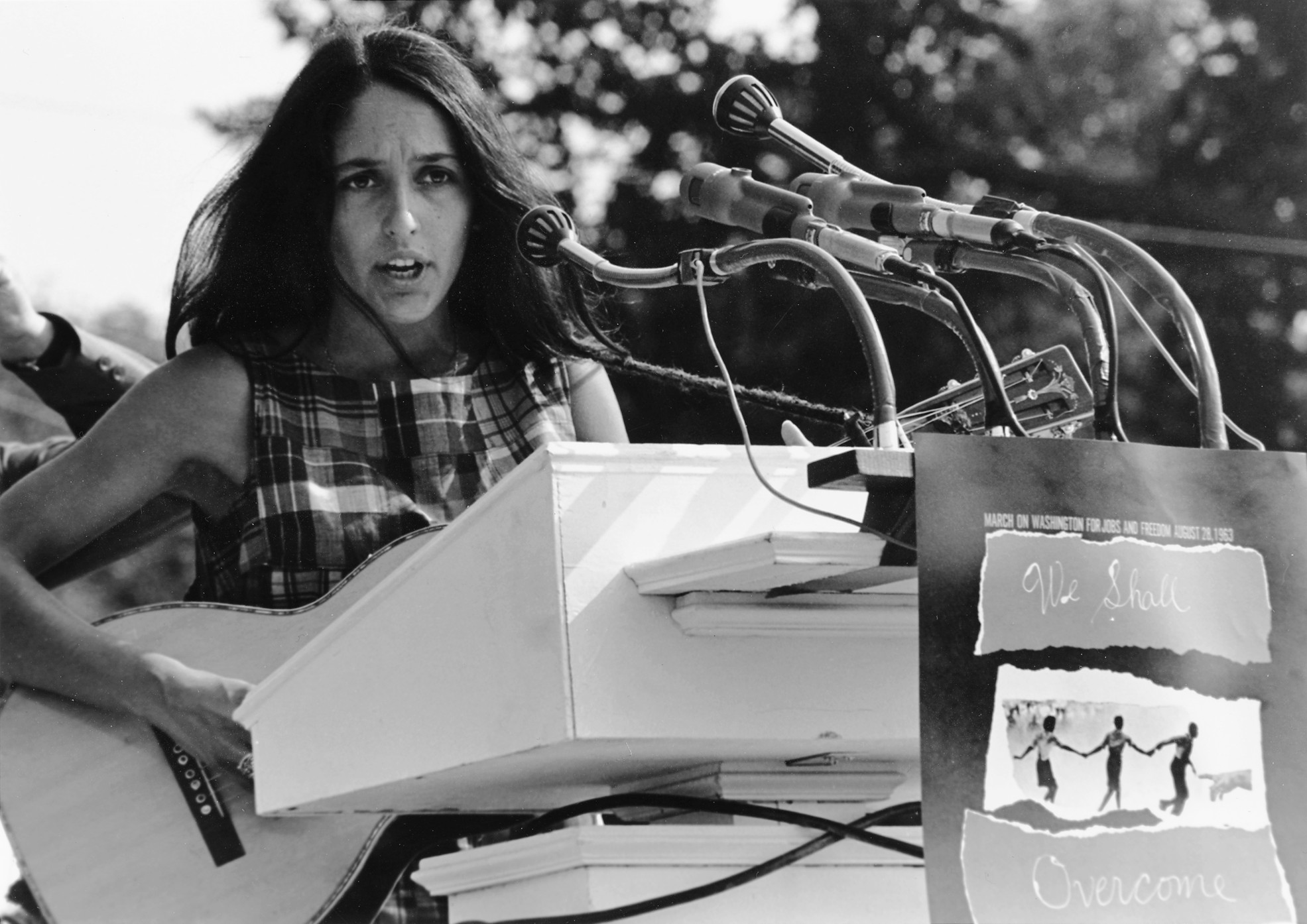
Joan Baez la Marșul spre Washington în august 1963

Baez a simțit prima oară succesul comercial când There but for Fortune, scris de Phil Ochs, devine un hit în Marea Britanie în 1965. A fost profund influențată de ceea ce  se numea la acea vreme Invazia britanică, adică de trupele rock din Marea Britanie care la acel timp schimbau istoria muzicii (The Beatles, The Rolling Stones) și acest lucru s-a simțit pe albumul Farewell, Angelina din 1965 prin schimbarea timbrului și intensității sunetului chitarei. Albumul cuprinde mai multe cântece scrise și deja înregistrate de Bob Dylan printre care amintim Farewell Angelina, It's All Over Now, Baby Blue. 
Hotărând să experimenteze după ce epuizase stilul omului cu chitara, Baez apelează la Peter Schickele, un compozitor  de muzică clasică, care o va ajuta să-și orchestreze în stil clasic următoarele trei albume: Noël (1966), Joan (1967) and Baptism: A Journey Through Our Time (1968). Noël a fost un album tipic de Crăciun, în timp ce Baptism era un fel de album-concept, în care Baez cânta și recita din opera unor apreciați poeți precum James Joyce, Federico García Lorca și Walt Whitman.
În 1968, Baez călătorește în Nashville, Tenessee, unde în urma unei foarte lungi sesiuni de înregistrări vor rezulta nu unul, ci două albume.  Primul, Any Day Now (1968), este compus doar din cântece ale lui Bob Dylan (unul dintre ele, Love Is Just a Four-Letter Word, deși scris de Bob Dylan, acesta nu l-a înregistrat niciodată devenind unul din cântecele principale în concertele lui Joan Baez).  Celălalt album, influențat de muzica country David's Album (1969) a fost înregistrat pentru soțul său David Harris, un important activist ce lupta împotriva războiului din Vietnam, care în final a fost încarcerat pentru atitudinea sa. Harris, un fan al muzicii country, a influențat soundul muzicii lui Baez și în anii următori, acesta apropiindu-se de muzica country.
În 1968 își publică prima carte de memorii, intitulată Daybreak.
În 1969, apariția sa la Woodstock a pus-o pe podiumul internațional al muzicii și al politicii, în special după lansarea filmului documentar Woodstock în 1970.
La sfârștiul anilor 60, Baez a început să-și compună multe dintre cântece, începând cu Sweet Sir Galahad și A Song For David (ultimul fiind dedicat soțului său ce a fusese condamnat pentru opoziția sa în legătură cu războiul din Vietnam).

### Anii 1970 și sfârșitul perioadei la casa de înregistrări Vanguard

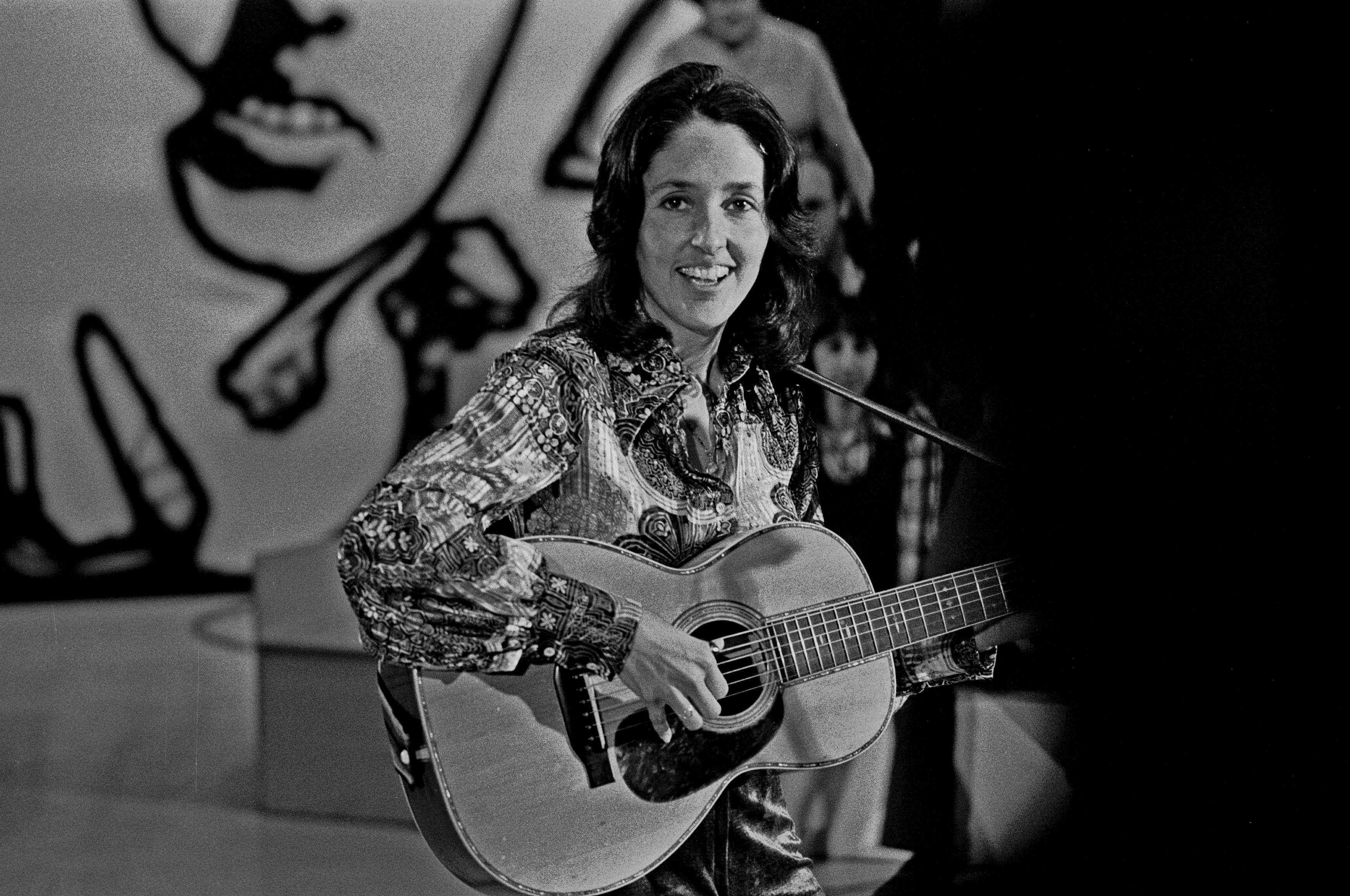
Baez în Hamburg, 1973

După unsprezece ani de colaborare cu Vanguard, Baez decide în 1971 să pună punct relației cu casa de discuri ce i-a lansat toate albumele din anii 60. Ultimul album la această casă de discuri, Blessed Are... (1971), a fost un succes absolut, mai ales prin hitul, The Night They Drove Old Dixie Down, un cover după melodia cea mai cunoscută a trupei The Band.  Cu albumul Come from the Shadows (1972), Baez se mută la A&M Records, unde rămâne pentru patru ani și șase albume.
În această perioadă, la sfârșitul anului 1971, se reunește cu Schickele pentru a înregistra două piese (Rejoice in the Sun și Silent Running) pentru filmul science-fiction, Silent Running (1972). Compania producătoare, Universal Studios, spera ca cele două cântece să devină hituri, însă nu avea să fie așa din pricina eșecului pe care l-a avut  filmul.
Where Are You Now, My Son?, albumul din 1973, cuprindea un cântec omonim de 23 de minute ce ocupa atât partea A cât și partea B a discului. Pe jumătate vorbit și pe jumătate conținând fragmente înregistrate, cântecul este practic un documentar al vizitei lui Joan Baez la Hanoi, Vietnamul de Nord, în Decembrie 1972, timp în care ea și echipa de înregistrare au supraviețuit unui bombardament.
Gracias a la Vida (1974) (cântecul cu același nume fiind originar din Chile și cântat de Violeta Parra) a fost un succes atât în Statele Unite cât și în America Latină. Includea cântecul Cucurrucucu paloma.
Cochetând cu muzica pop comercială cât și compunându-și propriile cântece, Joan Baez înregistrează Diamonds & Rust (1975), albumul care devine cel mai vândut album al artistec. Cântecul care dă și titlul albumului, o baladă despre relația sa cu Bob Dylan, va ajunge în top 10 și de departe cea mai cunoscută melodie a artistei.
După Gulf Winds (1976), un album ce cuprindea doar cântece compuse de ea, și From Every Stage (1976), un album live pe care se găsesc melodii din toate etapele carierei lui Joan Baez de până atunci, artista renunță la contractul cu casa de discuri mutându-se la CBS Records unde înregistrează albumele Blowin' Away (1977) și Honest Lullaby (1979).

### Anii 80 și 90

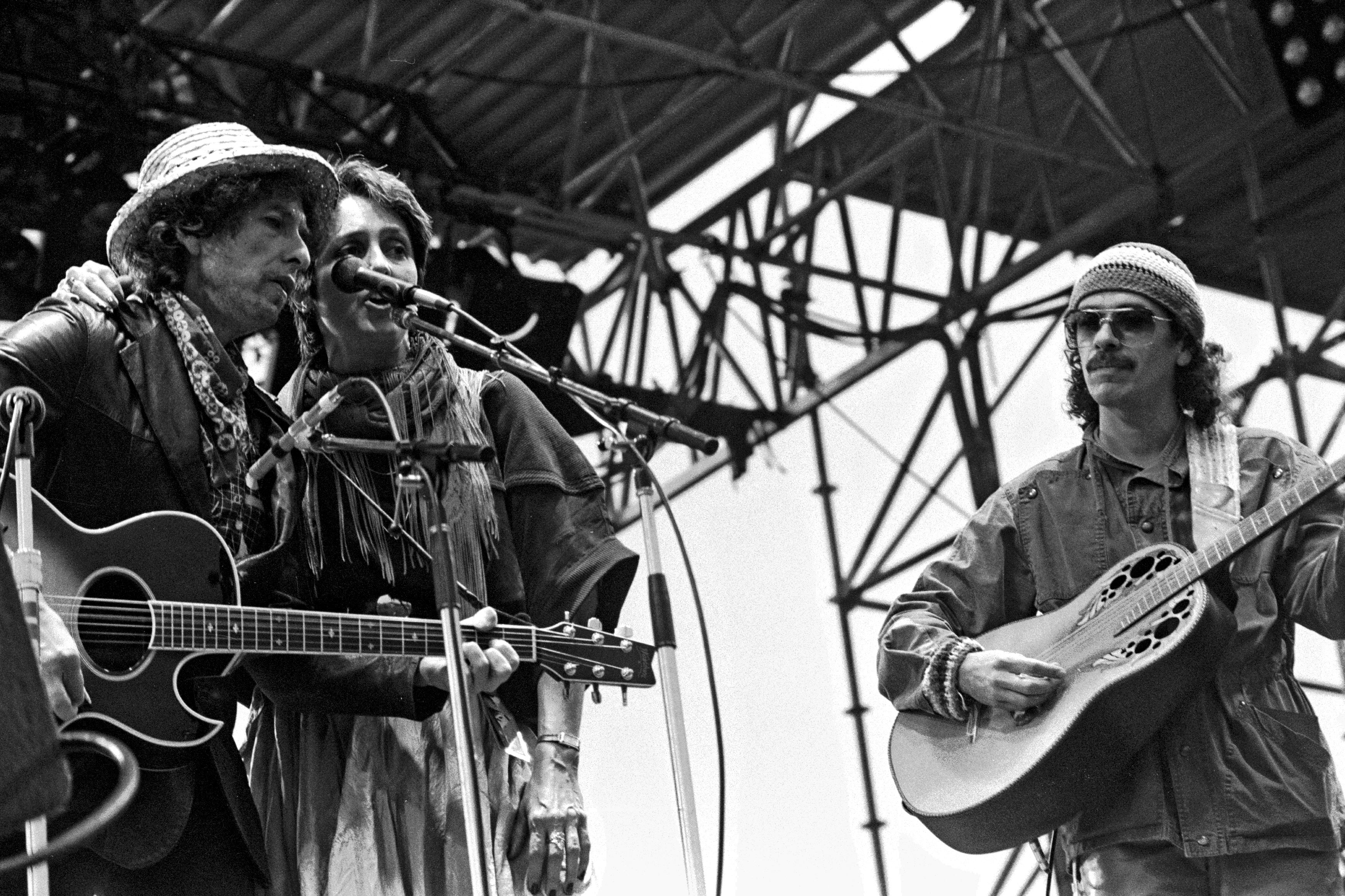
Bob Dylan, Joan Baez și Carlos Santana în concert în Hamburg (mai 1984).

în 1980, lui Baez i-a fost acordat titlul de Doctor în Științe Umane de către Antioch University și Rutgers University pentru activismul său politic și pentru universalitatea muzicii sale.
În 1983, apare pentru prima oară la Premiile Grammy, unde cântă melodia simbol a lui Bob Dylan, Blowing in the Wind.
Baez joacă un rol important în 1985 la concertul Live Aid pentru ajutorare Africii, deschizând partea americană a showului în Philadelphia, Pennsylvania. De asemenea, Baez a participat în mai multe turnee organizate de Amnesty International.
În 1987, Baez își lansează a doua auto-biografie intitulată And a Voice to Sing With care odată publicată devine un bestseller New York Times. În același an va concerta pentru pace în Israel și fâșia Gaza.
În mai 1989, Baez participă la un festival de muzică în Cehoslovacia comunistă, numit Bratislavská lýra. În timpul șederii sale la Bratislava îl cunoaște pe președintele Václav Havel, pe care l-a lăsat să-i care chitara pentru a nu fi arestat de agenții guvernului. În timpul prestației sale i-a salutat pe membrii Charter 77, un grup disident ce milita pentru drepturile omului, fapt ce a dus la închiderea bruscă a microfonului lui Joan Baez. Baez a continuat să cânte a cappella pentru cei aproape patru mii de oameni adunați. Havel apoi a considerat-o ca fiind o puternică inspirație pentru ceea ce avea să se numească Revoluția de catifea, sângeroasa revoluție care a alungat de la putere guvernul de factură comunistă.
Prin mijlocirea casei de producție Gold Castle, Joan Baez înregistrează două albume: Speaking of Dreams,  (1989) și Brothers in Arms (1991).  
Apoi semnează cu Virgin Records, înregistrând Play Me Backwards (1992) nu cu mult timp înainte ca această casă de discuri să fie cumpărată de EMI.  Apoi a trecut sub egida casei Guardian cu care înregistrează un album live Ring Them Bells (1995), denumit după melodia lui Bob Dylan de pe albumul Oh, Mercy, și un album de studio, Gone from Danger (1997). Tot în această perioadă, artista refuză să își mai scrie muzica și versurile, preferând compozițiile unor tineri folkiști americani, printre care se remarcă îndelunga colaborare cu Steve Earl.
În 1993, la invitația adresată de Refugees International și sponsorizată de Fundația Soros, călătorește pe frontul din Bosnia-Herțegovina, pe atunci regiune a Yugoslaviei, într-un efort de a atrage atenția asupra suferințelor din acele locuri. A fost primul mare artist care a cântat în Sarajevo de la izbucnirea războiului civil yugoslav.

### 2001-2005

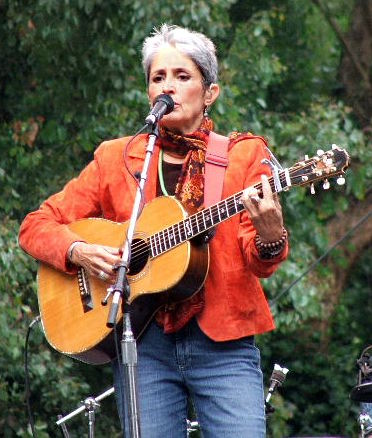
Joan Bez în 2005 la Golden Gate Park.

În august 2001, Vanguard a început să re-editeze primele 13 albume ale lui Baez, pe care artista le înregistrase între 1960 și 1971. Noile ediții s-au bucurat de un sunet prelucrat digital, îmbunătățit, de cântece bonus nelansate până atunci, coperte noi și notițe scrise de Arthur Levy. De asemenea, casa de producție A&M a relansat alte 6 albume alte artistei în 2003.
Albumul său, Dark Chords on a Big Guitar (2003), cuprinde cântece compuse de artiști de două ori mai tineri decât ea. În noiembrie 2004 înregistrează un concert live în New York, înregistrări ce vor forma albumul Bowery Songs lansat în 2005.

### 2006
în septembrie 2006, Baez a contribut cu o variată live, reorchestrată a clasicului său cântec Sweet Sir Galahad pentru albumul companiei Starbucks denumit XM Artist Confidential. În noua versiune, Baez a schimbat versul „here's to the dawn of their days” în „here's to the dawn of her days”, ca un tribut adus surorii sale Mimi, despre care Baez scrisese cântecul în 1969. Mimi Fariña, sora lui Joan Baez, și ea cântăreață de folk, murise în 2001 la vârsta de 57 de ani în urma unui cancer neuroendocrin.
Pe 8 octombrie 2006, artista este invitatul surpriză al conferinței internaționale Forum 2000 la Praga, Republica Cehă. Prestația sa a fost ținută secretă față de fostul președinte Havel până în momentul apariției sale pe scenă. Havel rămâne unul din marii admiratori ai operei lui Baez.  În timpul următoarei vizite a lui Baez în Cehia, în 2007, cei doi se întâlnesc din nou, când artista concerta în fața unei săli de spectacole plină, sală construită de bunicul lui Havel.

### 2007
Proper Records relansează albumul său live Ring Them Bells (1995), într-o ediție cu două CD-uri, adăugând mai multe cântece din același concert.
În plus, Baez înregistrează în duet cu John Mellencamp melodia "Jim Crow" care va apărea pe albumul său Freedom's Road (2007).
De asemenea, în februarie 2007, primește Premiul Grammy pentru întreaga carieră.

### 2008

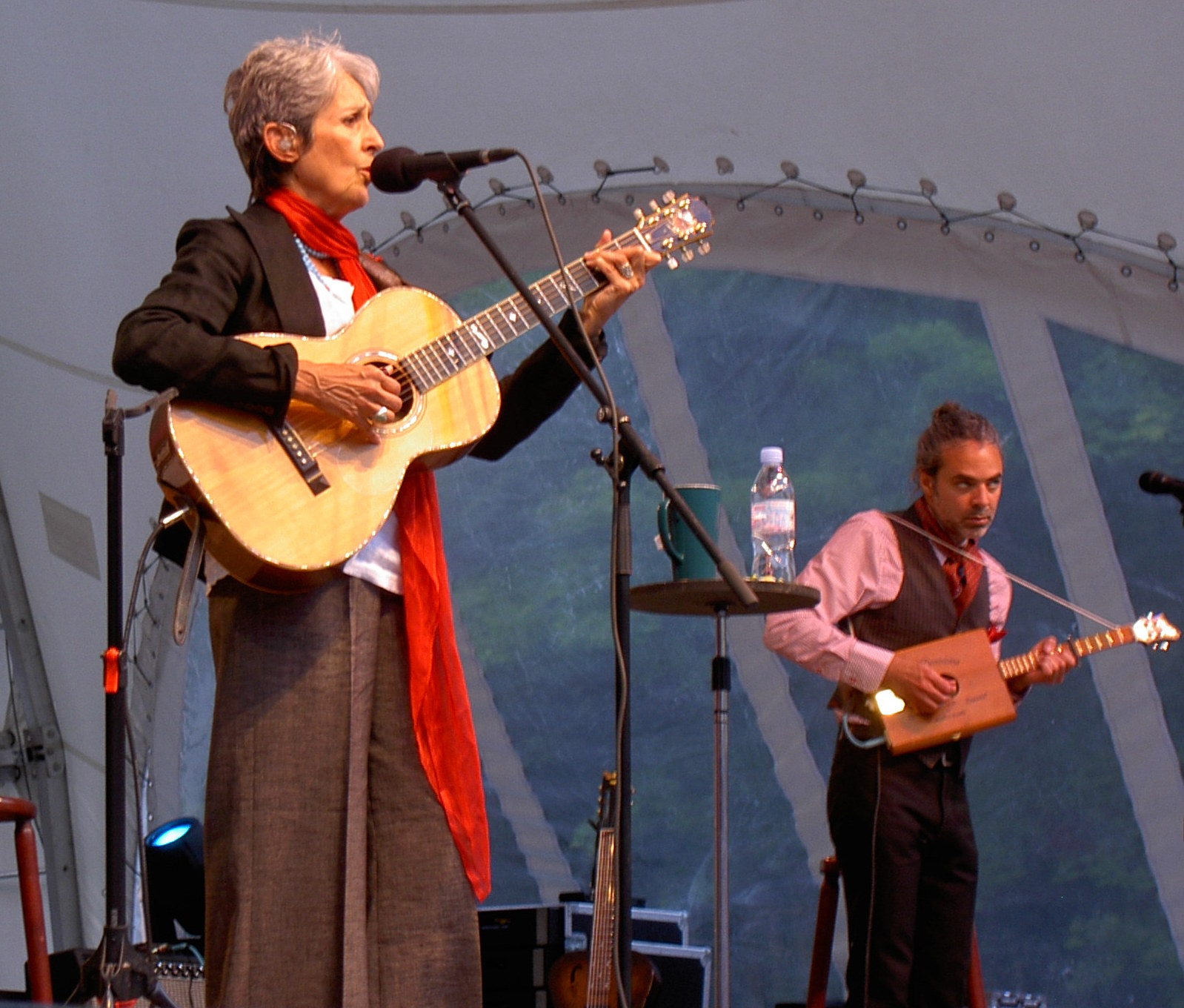
Joan Baez în concert în Dresden, Germania (iulie 2008)

În vara anului 2008, Baez concertează la Glastonbury Festival în Marea Britanie și la Montreux Jazz Festival în Montreux, Elveția.
Pe 9 septembrie 2008, Baez lansează un album produs de Steve Earle, Day after Tomorrow. Noul material, caracterizat prin aranjamente simple, tradiționale, este cel mai mare succes comercial al artistei de la Honest Lullaby (1979) și a fost nominalizat pentru un premiu Grammy. Turneul său mondial pentru promovarea albumului a primit aprecieri pozitive, biletele epuizându-se la mai toate concertele.

### 2009

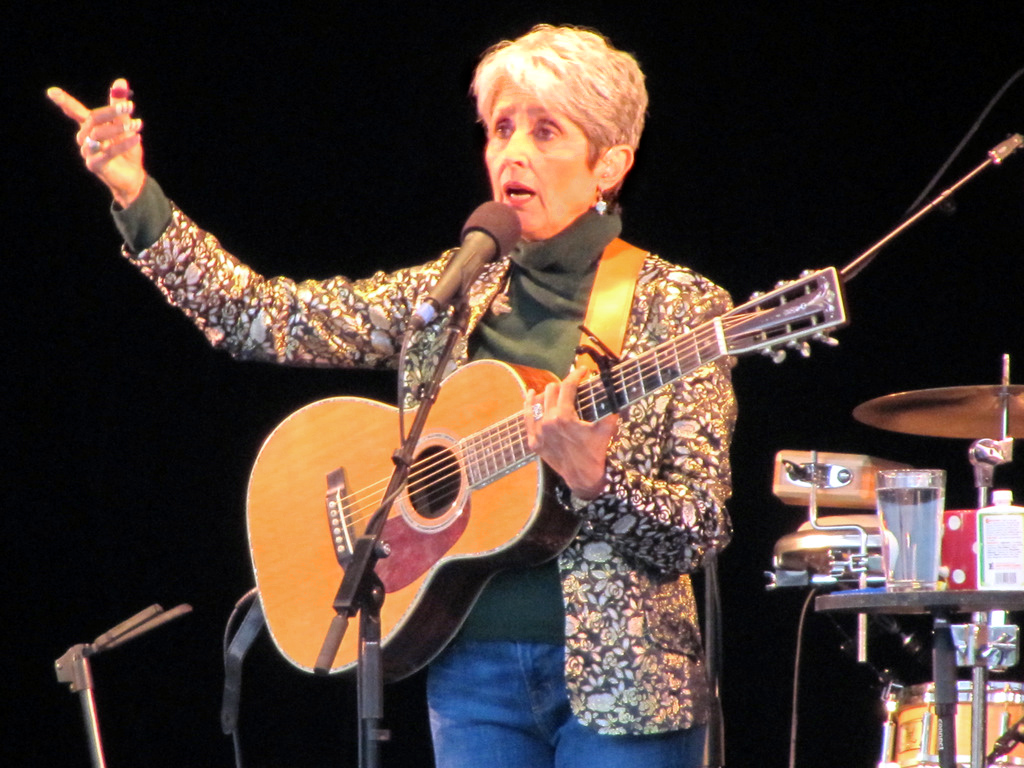
13 august 2009, Seattle.

Pe 2 august 2009, Joan Baez a luat parte la Newport Folk Festival, fapt ce a marcat a 50-a aniversare a primei sale apariții în cadrul acestui festival.

## Implicarea socială și politică

### Anii 1950
În 1956, Baez îl aude pentru prima oară pe tânărul Martin Luther King, Jr. vorbind despre nonviolență, drepturi civile și schimbare socială. Artista mărturisește că acest discurs i-a smuls câteva lacrimi. Câțiva ani mai târziu, cei doi devin prieteni și vor participa împreună la marșuri și proteste.

### Drepturile civile
La începuturile carierei lui Joan Baez, problema drepturilor civile ale populației afro-americane devine una foarte importantă în Statele Unite.
Interpretarea pe care a adus-o cântecului "We Shall Overcome", imnul mișcării pentru drepturile civile, scris și compus de Pete Seeger pentru marșul din Washington al lui Luther din 1963, îi va lega numele de acest cântec pentru posteritate. Cântecul acesta îl va cânta cu ocazia tuturor protestelor la care participă în această perioadă.
Baez se alătură lui Martin Luther King Jr. în marșul său din 1965 între Selma, Alabama și Montgomery, Alabama, cântându-le celor ce mărșăluiau în tabăra din orășelul St. Jude, înaintea zilei în care trebuiau să ajungă în Montgomery.

### Războiul din Vietnam
Devenind tot mai vizibilă în cadrul marșurilor pentru drepturile civile, artista devine din ce în ce mai vocală în ceea ce privește dezacordul ei în privința războiului din Vietnam
În 1964, își exprimă în mod public refuzul de a plăti 60% din impozitul său de venit, procentul din buget alocat la vremea de Statele Unite ale Americii pentru cheltuieli de război.
Tot în 1964, fondează împreună cu mentorul său Ira Sandperl Institutul pentru studiul violenței.
Arestată de două ori în 1967 pentru blocarea intrării armatei americane într-o sală din Oakland, California, petrece mai bine de o lună în închisoare.
Era un participant frecvent la marșurile și concertele anti-război, adesea rostind discursuri pacifiste.
Și-a dedicat o mare parte din timp în anii 70 pentru fondarea și stabilirea ramurii americane a fundației Amnesty International.

### Drepturile omului
Ca urmare a experienței acumulate în lupta pentru apărarea drepturilor omului în Vietnam artista își creează propria fundație, Humanitas International, a cărui scop e să localizeze zonele de pe glob în care drepturile omului sunt încălcate, criticând în același timp atât regimurile de stânga cât și cele de dreapta.
Într-o a doua călătorie în Asia de sud-est, Baez ia parte la o acțiune de distribuire de alimente și medicamente populației din Cambogia, participând în același timp la o conferință organizată de Națiunile Unite.

### Drepturile homosexualilor și ale lesbienelor
Baez a fost de asemenea prezentă în lupta pentru drepturile homosexualilor și ale lesbienelor.
În 1978, ia parte la o serie de concerte caritabile menite să înfrângă așa numita Proposition 6 sau "the Briggs Initiative", care propunea ca homosexualii să nu aibă dreptul de a preda în școlile din California. În același an, participă la funeraliile unui important funcționar din San Francisco despre care se știa în mod public că era homosexual.
În anii 90, apare cu prietena sa Janis Ian la un concert caritabil organizat de National Gay and Lesbian Task Force, o organizație de lobby pentru drepturile homosexualilor, concertând de asemenea la parada gay din San Francisco.
Cântecul său "Altar Boy and the Thief" de pe albumul Blowin' Away (1977) este dedicat fanilor săi homosexuali.

## Viața personală

### Primele relații
Primul iubit al lui Joan Baez a fost un tânăr, Michael New, pe care îl cunoscuse la colegiu. Ani mai târziu, în 1979, acest băiat o va inspira pentru cântecul Michael. New era un coleg al ei din Trinidad, care, la fel ca Baez, participa la cursuri doar ocazional. Cei doi petreceau mult timp împreună însă, în final, Joan Baez recunoaște că nu a putut păstra un echilibru între cariera ei care înflorea și relația cu New. Cei doi s-au despărțit și împăcat în mod repetat, însă era clar că pe New începuse să-l nemulțumească succesul pe care Baez îl avea pe scena muzicală locală. Într-o noapte Baez l-a văzut pe New sărutând o altă fată. Relația celor doi rămâne neatinsă până când cei doi se mută în California.

### Bob Dylan

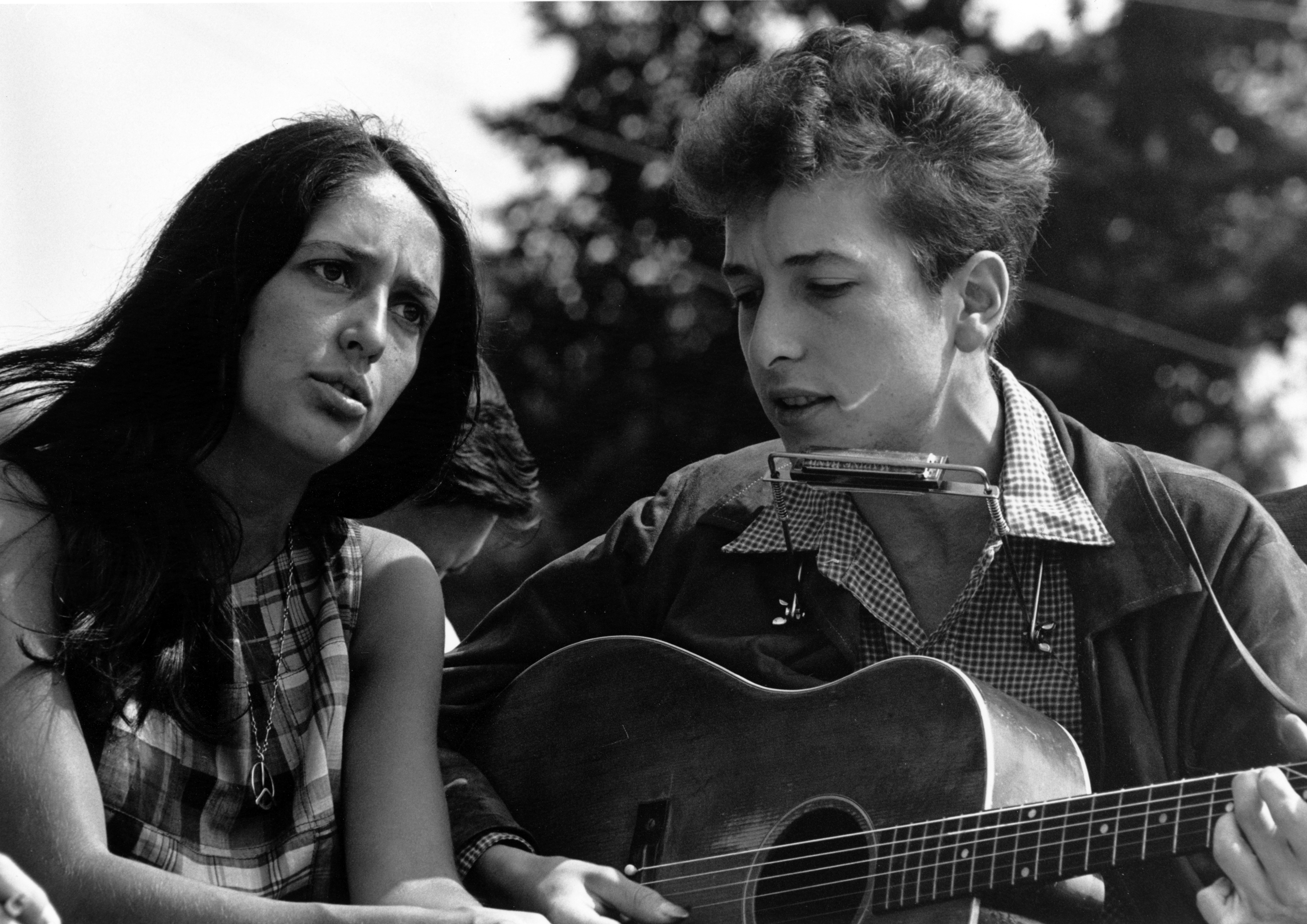
Joan Baez pe scenă cu Bob Dylan, August 1963.

Baez l-a întâlnit prima oară pe Bob Dylan la Gerde's Folk City în vestitul Greenwich Village din New York. La acea vreme, Baez își lansase deja albumul de debut, iar cariera sa ca viitoare regină a folkului se afla în plină ascensiune. Baez nu a fost impresionată de Dylan la început, dar i-a plăcut foarte mult una din primele compoziții ale lui Bob Dylan, "Song to Woody", și îi mărturisește acestuia că i-ar plăcea să înregistreze acel cântec, deși în final nu a făcut-o niciodată.
La început, Dylan era mai interesat de sora mai mică a artistei, Mimi, dar cum atenția presei se îndrepta întotdeauna spre cei doi, relația acestora se transformă.
Până în 1963, Baez deja lansase trei albume, din care două primiseră discul de aur, și îl invită pe Dylan să cânte împreună cu ea la Newport Folk Festival. Cei doi cântă în duet compoziția lui Bob Dylan "With God on Our Side", fapt ce creează un precedent, cei doi urmând să cânte în duet la mai multe festivaluri de folk în perioada următoare. Baez obișnuia să-l invite pe Dylan să cânte în parte singur pe scenă și în parte în duet cu ea.
Înainte să-l cunoască pe Dylan, cântecele cu temă social/politică ale lui Baez erau destul de puține: "Last Night I Had the Strangest Dream," "We Shall Overcome" și un amestec de cântece ale negrilor. Baez va afirma mai târziu că Dylan a revoluționat subiectul social și al justiției.
În timpul turneului în Marea Britanie al lui Bob Dylan, relația lor începe să scârțâie după doi ani în care au fost când împreună, când despărțiți. Turneul și simultana lor despărțire este prezentată în documentarul lui D.A. Pennebaker, Dont Look Back (1967).
În ciuda conflictului, cei doi încearcă să uite ceea ce s-a întâmplat și vor concerta împreună în cadrul turneului lui Bob Dylan, Rolling Thunder Revue în 1975-76. Baez a făcut și parte din filmul lui Bob Dylan, Renaldo and Clara (1978).
Dylan și Baez (împreună cu Carlos Santana) au concertat împreună în turneu în 1984.
Reflecțiile sale de mai târziu apar în documentarul lui Martin Scorsese intitulat No Direction Home (2005).
Baez a compus cel puțin două cântece pentru Bob Dylan. În "To Bobby", compus în 1972, ea îl ruga pe Dylan să revină la activismul politic ce-l consacrase, în timp ce în "Diamonds & Rust", de pe albumul cu același nume din 1975, ea își revede sentimentele pentrue el într-o lumină caldă .
Referirile la Baez în cântecele lui Bob Dylan sunt mult mai puțin clare. Însăși Baez sugera că ea este subiectul în cântecele "Visions of Johanna" și "Mama, You've Been on My Mind", deși cel din urmă pare a fi mai de grabă despre iubita lui Bob Dylan Suze Rottolo. 
În documentarul lui Martin Scorsese, Bob Dylan vorbește despre relația sa cu Joan Baez spunând că nu poți fi îndrăgostit și înțelept în același timp. 
 Cât despre "Visions of Johanna", "She Belongs to Me" și alte cântece despre care se spune că ar fi vorba de Baez, nici Dylan și nici biografi precum Clinton Heylin și Michael Gray nu pot confirma acest lucru.

### David Harris
În octombrie 1967, Baez, mama sa, și alte aproape șaptezeci de persoane au fost arestat în Oakland, California, pentru blocarea accesului militarilor americani într-un centru de festivități, susținându-i astfel pe tinerii care au refuzat înrolarea. Acestea au fost încarcerate în penitenciarul Santa Rita, iar aici Joan Baez îl cunoaște pe David Harris, care, deși ținut în sectorul bărbaților, reușea să o vadă pe Joan Baez în mod regulat.
După eliberare între cei doi se naște o relație strânsă, aceștia mutându-se împreună și căsătorindu-se peste doar trei luni. Relația celor doi a fost intens discutată în presă, Times Magazine afirma despre căsătoria lor că ar fi căsătoria secolului. 
Cei doi se căsătoresc pe 26 martie 1968 în New York City.
La scurt timp după căsătorie, Harris refuză înrolarea fiind arestat din nou și luat cu forța de la domiciliu, lăsând-o pe Baez singură și însărcinată. Joan Baez era vizibil însărcinată atunci când a cântat la Woodstock în 1969.
Printre cântecele compuse de Baez în această grea perioadă din viața sa se numără "A Song For David", "Myths", "Prison Trilogy (Billy Rose)" and "Fifteen Months" (În română - Cincisprezece luni - timpul cât Harris a stat în arest)
Fiul lor, Gabriel Harris, se naște în decembrie 1969.
Harris este eliberat, dar relația lor se degradează încet, sfârșindu-se cu un divorț amiabil în 1973. Au împărțit custodia lui Gabriel, care în principal stătea cu mama sa . 
Despărțirea s-a datorat în mare parte ideii lui Joan Baez despre sine, pe care o afirmă în autobiografia sa: "Sunt făcută să trăiesc singură"   După despărțirea de Harris nu s-a mai căsătorit niciodată.

## Joan Baez în România
Joan Baez a concertat de două ori în România, în 1997 (22 iunie) și 2004, la invitația Fundației Culturale Phoenix. Ambele concerte au avut loc la Sala Palatului din București. Narcisa Suciu și Paula Seling au fost artistele care au susținut recitaluri în cadrul concertelor Joan Baez care au avut loc în România. 
Cu ocazia concertului din 11 iulie 2004 publicul român a putut asculta atât melodii de pe albumul Dark Chords on a Big Guitar,cât și cântecele care au consacrat-o pe artistă. La începutul concertului, artista a cerut scuze publicului în numele poporului american pentru războiul din Irak, iar în finalul concertului din 2004, împreună cu Narcisa Suciu, Joan Baez interpretează cântecul popular Rău mă dor ochii mă dor, într-o română pe care presa o numea aproape impecabilă. Interpretarea unui cântec în limba țării în care concertează este aproape o tradiție în concertele sale. 
După concertul de la Sala Palatului, artista a fost invitată la Casa Eliad, unde s-a întâlnit cu folkiștii români, printre care Doru Stănculescu, Mircea Baniciu, Mircea Vintilă. Cel care a însoțit-o pe Joan Baez în timpul șederii sale în România a fost Ducu Bertzi, care a declarat în repetate rânduri că a fost o onoare pentru el să fie alături de Baez cât timp s-a aflat în România.

## Discografie

### Albume de studio și live
1. Joan Baez, Vanguard (octombrie 1960) (RIAA: disc de aur)
2. Joan Baez, Vol. 2, Vanguard (septembrie 1961) (RIAA: disc de aur)
3. Joan Baez in Concert, Vanguard (septembrie 1962) (RIAA: disc de aur)
4. Joan Baez in Concert, Part 2, Vanguard (noiembrie 1963)
5. Joan Baez/5, Vanguard (octombrie 1964)
6. Joan Baez In San Francisco (înregistrat în 1958)
7. Farewell, Angelina, Vanguard (octombrie 1965)
8. Noël, Vanguard (octombrie 1966)
9. Joan, Vanguard (august 1967)
10. Baptism: A Journey Through Our Time, Vanguard (iunei 1968)
11. Any Day Now (compozițiile lui Bob Dylan) (album dublu), Vanguard (decembrie 1968) (RIAA: disc de aur)
12. David's Album, Vanguard (iunie 1969)
13. One Day at a Time, Vanguard (martie 1970)
14. Blessed Are... (album dublu), Vanguard (august 1971) (RIAA: disc de aur)
15. Carry It On (coloană sonoră), Vanguard (decembrie 1971)
16. Come from the Shadows, A&M (aprilie 1972)
17. Where Are You Now, My Son?, A&M (martie 1973)
18. Gracias A la Vida, A&M (iulie 1974)
19. Diamonds & Rust, A&M (aprilie 1975) (RIAA: disc de aur)
20. From Every Stage (album dublu), A&M (februarie 1976)
21. Gulf Winds, A&M (noiembrie 1976)
22. Blowin' Away, CBS (iulie 1977)
23. Honest Lullaby, CBS (aprilie 1979)
24. Live -Europe '83, Gamma (ianuarie 1984)
25. Recently, Gold Castle (iulie 1987)
26. Diamonds & Rust in the Bullring, Gold Castle (decembrie 1988)
27. Speaking of Dreams, Gold Castle (noiembrie 1989)
28. Play Me Backwards, Virgin  (octombrie 1992)
29. Ring Them Bells, Guardian (august 1995)
30. Gone from Danger, Guardian (septembrie 1997)
31. Dark Chords on a Big Guitar, Koch (octombrie 2003)
32. Bowery Songs, Proper Records (septembrie 2005)
33. Ring Them Bells (re-editare sub formă de album dublu, include melodii bonus), Proper Records (februarie 2007)
34. Day After Tomorrow, Proper Records (septembrie 2008)

### Compilații
1. Folksingers 'Round Harvard Square (1959)
2. Portrait of Joan Baez, (1967) (doar în Marea Britanie)
3. The First 10 Years, Vanguard (noiembrie 1970)
4. The Joan Baez Ballad Book, Vanguard (1972)
5. Hits: Greatest and Others, Vanguard (1973)
6. The Contemporary Ballad Book, Vanguard (1974)
7. The Joan Baez Lovesong Album, Vanguard (1976)
8. The Joan Baez Country Music Album (1977)
9. Best of Joan C. Baez, A&M (1977)
10. Joan Baez: Classics, A&M (1986)
11. Brothers in Arms, Gold Castle (1991)
12. No Woman No Cry, Laserlight (februarie 1992)
13. Rare, Live & Classic (set cutie), Vanguard (1993)
14. Greatest Hits, A&M (1996)
15. Joan Baez Live At Newport, Vanguard (1996)
16. Vanguard Sessions: Baez Sings Dylan, Vanguard (1998)
17. Best of Joan Baez: The Millennium Collection, A&M/Universal (1999)
18. The Complete A&M Recordings, Universal/A&M (2003)

### Single-uri
- We Shall Overcome (1963) US #90, UK #26
- There But For Fortune (1965) US #50, US AC #16, UK #8
- It's All Over Now, Baby Blue (1965) UK #22
- Farewell Angelina (1965) UK #35
- Pack Up Your Sorrows (1966) UK #50
- Love is Just a Four Letter Word (1969) US #86
- The Night They Drove Old Dixie Down (1971) US #3, US AC #1, UK #6 (RIAA: Gold)
- Let it Be (1971) US #49, US AC #5
- In the Quiet Morning (1972) US #69, US AC #22
- Forever Young (1974) US AC #13
- Blue Sky (1975) US #57, US AC #46
- Diamonds and Rust (1975) US #35, US AC #5

### EP-uri
- Silver Dagger & other songs, Fontana (1961)
- With God on our Side, Fontana (1963)
- Don't Think Twice, It's All Right, Fontana (1963)

### Contribuții
- Born to the Breed: A Tribute to Judy Collins (2008) - "Since You've Asked"